# Agent Tesla
Agent Tesla（又被称为Negasteal）是一种基于.Net的远程访问木马（RAT）和数据窃取工具，常用于恶意软件即服务（MaaS）。它首次出现在2014年，并在2020年代因COVID-19 PPE主题的网络钓鱼活动而激增。该恶意软件能够记录按键，亦可访问主机的剪贴板，并在磁盘上搜索凭据或其他有价值的信息。它具有通过HTTP(S)、SMTP、FTP或向Telegram频道发送信息回其C&C（命令和控制服务器）的能力。